# (43971) Gabzdyl
Pour les articles homonymes, voir Gabzdyl.
(43971) Gabzdyl est un astéroïde de la ceinture principale.

## Description
(43971) Gabzdyl est un astéroïde de la ceinture principale. Il fut découvert le 8 avril 1997 à l'Observatoire Kleť par Miloš Tichý et Zdeněk Moravec. Il présente une orbite caractérisée par un demi-grand axe de 2,65 UA, une excentricité de 0,18 et une inclinaison de 2,3° par rapport à l'écliptique.

## Compléments